# Vrijhoef en Kalverbroek
Vrijhoef en Kalverbroek (également Vrijhoef en Kalverenbroek) est une ancienne seigneurie et une ancienne commune néerlandaise de la province de la Hollande-Méridionale, située entre Gouda et Reeuwijk. La commune bordait les lacs des Reeuwijkse Plassen.
La commune n'a connu qu'une existence éphémère, de 1817 à 1827. Le 1er avril 1817 elle a été créée par démembrement de la commune de Reeuwijk. Le 1er janvier 1827 elle a été supprimée et rattachée à la commune de Stein. 
En 1822, la commune avait 47 habitants. En 1840, il n'en restait que 24 habitants et 4 maisons.